# Donatas Slanina
Donatas Slanina, né le 23 avril 1977 à Šiauliai, dans la République socialiste soviétique de Lituanie, est un joueur lituanien de basket-ball, évoluant au poste de meneur.

## Carrière

### Palmarès
- Champion d'Europe 2003
- Champion de Lituanie 2001 (Žalgiris Kaunas)
- Champion de Pologne 2007, 2008 (Asseco Prokom Gdynia)